# Natrona megye
Natrona megye az Amerikai Egyesült Államokban, azon belül Wyoming államban található. Megyeszékhelye és legnagyobb városa Casper. Lakosainak száma 79 955 fő (2020. április 1.). Natrona megye Johnson, Converse, Carbon, Fremont és Washakie megyékkel határos.

## Népesség
A megye népességének változása:
| Lakosok száma | 75 463 | 76 374 | 78 665 | 80 973 | 82 178 | 79 955 |
|               | 2010   | 2011   | 2012   | 2013   | 2015   | 2020   |